# عبد القادر عبيت
عبد القادر عبيت فكاهي مغربي من مواليد مدينة سيدي سليمان سنة 1983 ، فاز رفقة صديقه ياسين بالنسخة التالثة من برنامج كوميديا بعدما أبهرو الجميع بقدرات كوميدية كبيرة جعلتهم من أفضل المشاركين الذين مرو على البرنامج ، توفي عبيت عن سن ناهز 28 عاماُ بعد حادتت سير بالقرب من مدينة مكناس أدخلته في غيبوبة لأسبوعين قبل أن يسلم الروح إلى بارئها يوم الخميس 24 فبراير 2011 بـأحد مستشفيات مكناس.